# Муядин, Абди Ваисс
Абди Ваисс Муядин (фр. Abdi Waiss Mouhyadin; род. 30 июля 1996 или 3 июля 1996, Джибути) — джибутийский легкоатлет, специалист по бегу на средние дистанции. Выступал за сборную Джибути по лёгкой атлетике во второй половине 2010-х годов, серебряный призёр Африканских игр в Браззавиле, участник летних Олимпийских игр в Рио-де-Жанейро.

## Биография
Абди Ваисс Муядин родился 3 июля 1996 года в городе Джибути.
Первого серьёзного успеха в лёгкой атлетике на международном уровне добился в сезоне 2014 года, когда вошёл в состав джибутийской национальной сборной и побывал на юниорском чемпионате мира в Юджине, откуда привёз награду серебряного достоинства, выигранную в зачёте бега на 1500 метров. Также в этом сезоне выступил на чемпионате Африки в Марракеше, показав в той же дисциплине 17 результат.
В 2015 году в дисциплине 1500 метров стал серебряным призёром на арабском чемпионате в Мадинат-Иса и на Африканских играх в Браззавиле, где в решающем финальном забеге его опередил только эфиоп Меконнен Гебремедхин. Стартовал и на чемпионате мира в Пекине, но здесь был далёк от попадания в число призёров.
Установив личный рекорд 3:34,55, в 2016 году Муядин удостоился права защищать честь страны на летних Олимпийских играх в Рио-де-Жанейро — находился в составе делегации Джибути из семи спортсменов, причём на церемонии открытия во время парада наций именно ему доверили право нести знамя. Он стартовал в беге на 1500 метров, но на предварительном этапе сошёл с дистанции и не смог квалифицироваться в финальную стадию.
После Олимпиады Абди Ваисс Муядин остался в составе легкоатлетической команды Джибути и продолжил принимать участие в крупнейших международных соревнованиях. Так, в 2017 году он отметился выступлением на Играх исламской солидарности в Баку.